# Ratcliff (Arkansas)
Ratcliff – miasto w Stanach Zjednoczonych, w stanie Arkansas, w hrabstwie Logan.